# Weltreklamekongress

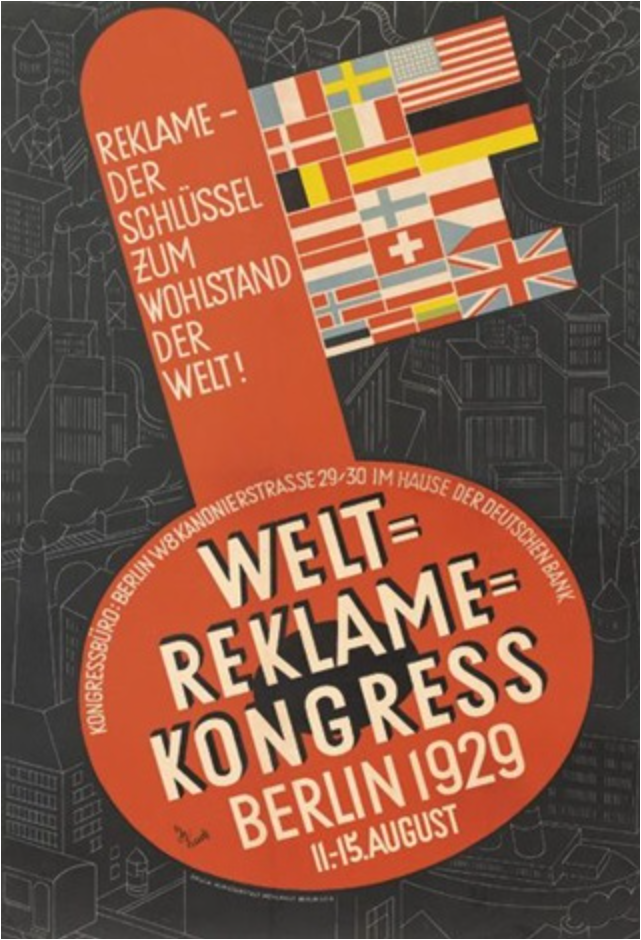
Kongressplakat (Entwurf: Jobst Koch)

Der Weltreklamekongress vom 11. bis 15. August 1929 war bis lange nach dem Zweiten Weltkrieg die größte internationale Tagung, die jemals in Deutschland stattgefunden hat.  Rund fünftausend Werbefachleute, Diplomaten, Politiker und Unternehmer allein aus dem Ausland wurden von den Veranstaltern erwartet, davon über dreitausend aus den Vereinigten Staaten von Amerika. Das Motto des Kongresses drückte das Selbstbewusstsein der noch jungen Werbebranche aus: „Reklame, der Schlüssel zum Wohlstand der Welt“.

## Vorgeschichte
Die Vorgeschichte des Weltreklamekongresses begann 1904 in den Vereinigten Staaten von Amerika. Anlässlich der Weltausstellung 1904 in St. Louis versammelten sich Vertreter diverser regionaler Werbeklubs zum sogenannten „Ad Men’s Day“, um über Fachfragen zu diskutieren und um eine Dachorganisation aller amerikanischen Advertising Clubs zu gründen. Der Verbandsname sollte „International Advertising Association“ lauten. Eine Satzung wurde noch nicht verabschiedet. Mitglieder der Werbeklubs waren Kaufleute, Verleger, Werbeagenten und andere, die an einem Ideenaustausch über Werbung und Verkauf interessiert waren. 1906 trug das Bemühen um die Gründung eines Klubverbandes mit der Verabschiedung der Satzung der „Associated Advertising Clubs of America“ (AACA) Früchte. Die rund 350 Werbeklubs wählten das Verbandsmotto „Truth in Advertising“. Werbung müsse wahr sein, wenn sie Erfolg haben soll, wurde als wichtigste Forderung verabschiedet. Werbung solle beiden dienen, dem Verkäufer und dem Verbraucher. 1914 fand in Kanada die erste Tagung der AACA außerhalb der USA statt. Der Erste Weltkrieg und dessen wirtschaftliche Folgen hemmten weitere zwischenstaatliche Kooperationen. Erst 1924 wurde die internationale Zusammenarbeit von 1914 mit dem Internationalen Werbekongress der AACA in London wieder aufgenommen. Die Annäherung des amerikanischen Reklameverbands an Europa führte zu der Absicht, 1929 und dann jedes fünfte Jahr einen internationalen Reklamekongress außerhalb des amerikanischen Festlands abzuhalten.

## Internationale Zusammenarbeit

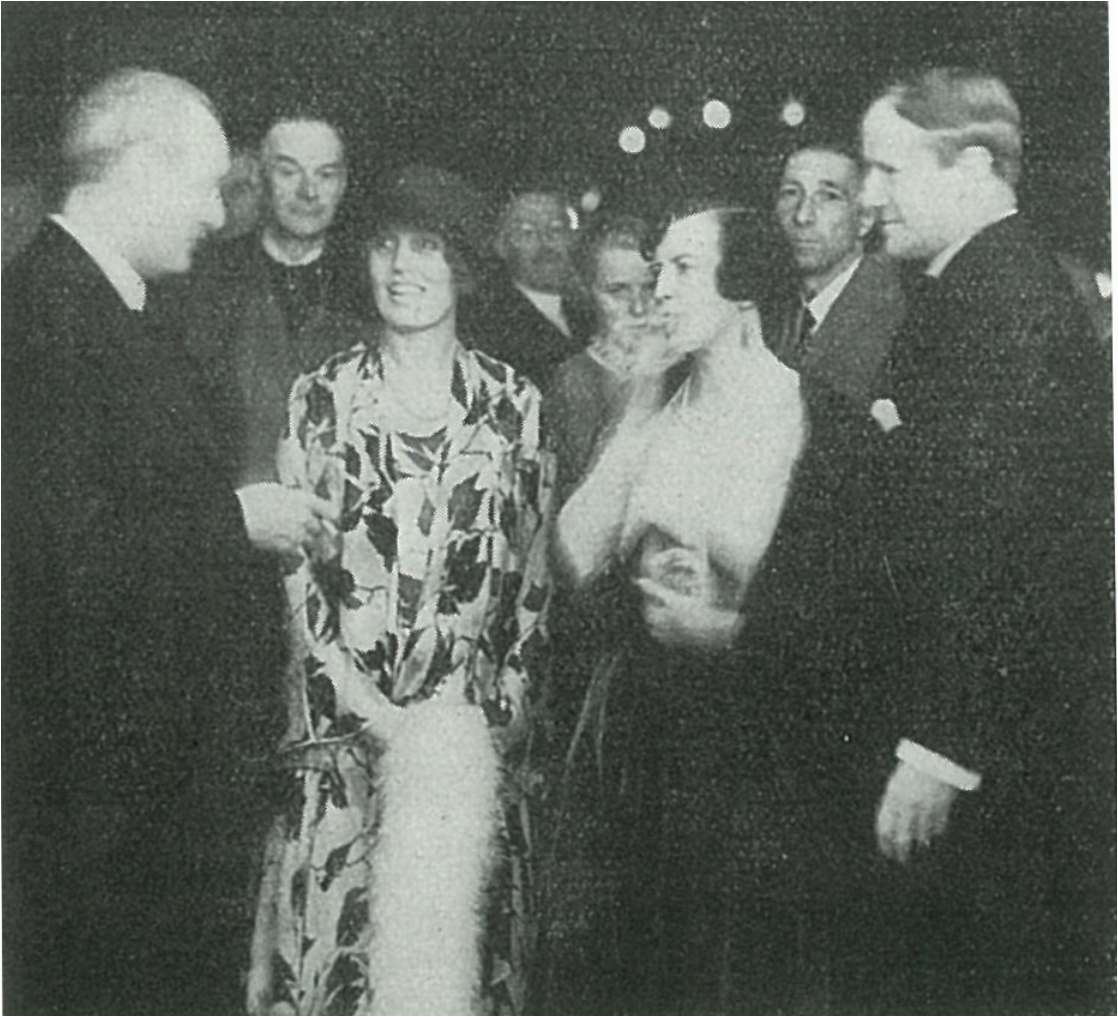
Vertreter der dänischen Delegation

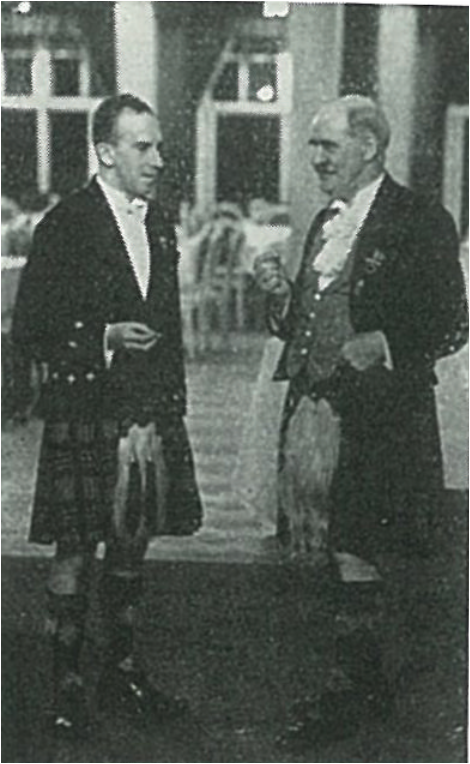
Zwei schottische Delegierte

1926 nahm der Verband nichtamerikanische Werbeorganisationen auf und griff auf den Namen von 1904 – „International Advertising Association“ (IAA) – zurück. Nach wie vor dominierten aber unter den achtzehn sogenannten Distrikten der IAA die Amerikaner: Zwölf Distrikte entfielen auf die amerikanischen Bundesstaaten, jeweils einer auf Großbritannien und Kontinentaleuropa, vier auf sonstige überseeische Gebiete. Der IAA war auch die „Federation of Women’s Advertising Clubs“ angeschlossen. Gemäß der Satzung der IAA musste mindestens ein Mitglied des Verwaltungsrates (Board of Governors) eine Frau sein.
1928 veranstaltete die IAA ihre Jahrestagung in Detroit. An dieser Veranstaltung nahm auch der kurz zuvor in Paris gegründete „Kontinentale Reklame-Verband“ (KRV), die Zusammenfassung der Reklameverbände der Länder Kontinentaleuropas, teil. Deutschland war dort durch die „Sektion Deutschland e. V.“ des KRV vertreten. Als Initiator dieser nationalen Dachorganisation kann der bereits 1908 gegründete „Verein Deutscher Reklamefachleute“ (später DRV – Deutscher Reklame-Verband) angesehen werden. Vorsitzender des KRV Sektion Deutschland und Präsident des Deutschen Reklame-Verbands war Max Riesebrodt, hauptamtlich Direktor der Deutschen Reichs-Postreklame.

## Entscheidung für Berlin
Hauptaufgabe der KRV Sektion Deutschland war die „Förderung des internationalen Gedankenaustauschs über wissenschaftliche, künstlerische und rechtliche Fragen des Werbewesens“. Mit anderen Worten: Der „World Advertising Congress 1929“ der International Advertising Association sollte nach Berlin geholt werden. Die Weichen hierfür wurden im Mai 1928 auf dem Pariser Kongress gestellt. Auf der Jahresversammlung der IAA in Detroit im Juli 1928 sollte die endgültige Entscheidung für den Tagungsort Berlin getroffen werden – so zumindest nach der Vorstellung einer 50-köpfigen Delegation des Deutschen Reklame-Verbandes, die eigens dazu nach Detroit angereist war. In Detroit gelang es den deutschen Vertretern, einen Beschluss der Vollversammlung herbeizuführen, Berlin für 1929 in Erwägung zu ziehen. Drei Monate später wurde dem Deutschen Reklame-Verband mitgeteilt, dass – fünfundzwanzig Jahre nach dem legendären „Ad Men’s Day“ von St. Louis – der „25th World Advertising Congress“ der IAA 1929 nach Berlin einberufen werden soll. Für die Entscheidung pro Deutschland war nicht zuletzt die Unterstützung der Bewerbung durch das Auswärtige Amt unter der Leitung des Außenministers Gustav Stresemann von ausschlaggebender Bedeutung. Präsident des Weltreklamekongresses war der Chairman der IAA Charles C. Younggreen. In Deutschland wurde für die Vorbereitung des Kongresses eine umfangreiche Organisation mit den Vorsitzenden Hans Luther (ehemaliger Reichskanzler) und Rudolf Krohne (Reichsminister a. D.) geschaffen. Zwölf Ausschüssen oblag es, in weniger als einem Jahr den reibungslosen Ablauf des Weltreklamekongresses sicherzustellen. Maßgeblichen Anteil am erfolgreichen Verlauf hatte Max Riesebrodt, neben Rudolf Krohne Vorsitzender des Arbeitsausschusses.

## Kongressablauf
Am 11. August 1929 strömten über 3000 Teilnehmer zur feierlichen Eröffnung des Weltreklamekongress in die Funkhalle auf dem städtischen Ausstellungsgelände neben dem Berliner Funkturm. (Die Begrüßungsrede hielt Hans Luther; Außenminister Stresemann war wegen der Verhandlungen in Den Haag über den Youngplan verhindert.) Auf den Vollversammlungen am 12. und 13. August referierten im Varietétheater Wintergarten führende Persönlichkeiten des Werbewesens aus Amerika, England und dem Kontinent über ausgewählte Probleme der Werbung. Die beiden folgenden Tage waren den Sitzungen einzelner Fachgruppen gewidmet. Der Wintergarten erschien mit über 3000 Plätzen und zahlreichen Nebenräumen als Veranstaltungsort von allen Berliner Räumlichkeiten am geeignetsten. Seine Nähe zur City, zum Bahnhof Friedrichstraße und zu den großen Hotels sprach ebenfalls für ihn als Tagungsstätte. Das fachliche Programm wurde von Ausflügen, Banketten, Besichtigungen großer industrieller Betriebe und Fahrten ins Reichsgebiet umrahmt.

## Die Reklameschau 1929 Berlin
Zwischen den Tagungen erfolgte eine offizielle Besichtigung der den Kongress begleitenden Reklameschau 1929 Berlin, „der größten derartigen Ausstellung, die jemals auf der Welt gezeigt wurde“. Vom 10. August bis zum 8. September 1929 wurde der Bevölkerung auf dem Berliner Messe- und Ausstellungsgelände am Funkturm ein umfassender Eindruck des Werbewesens in Geschichte und Gegenwart geboten. Die Reklameschau nahm zwei durch Rolltreppen verbundene Hallen in Anspruch, in denen sich die deutsche Werbeindustrie (Graphisches Gewerbe, Zeitungen, Zeitschriften, Lichtreklame, Verkehrsreklame, Reklamefilm, Reklameartikel und Reklamefahrzeuge usw.) präsentierte. Auf dem Freigelände neben den Hallen war im Rahmen eines kleinen Vergnügungsparks die Sonderschau „Die Volksbelustigung als Reklamehelfer“ untergebracht.

## Veranstaltungsprogramm

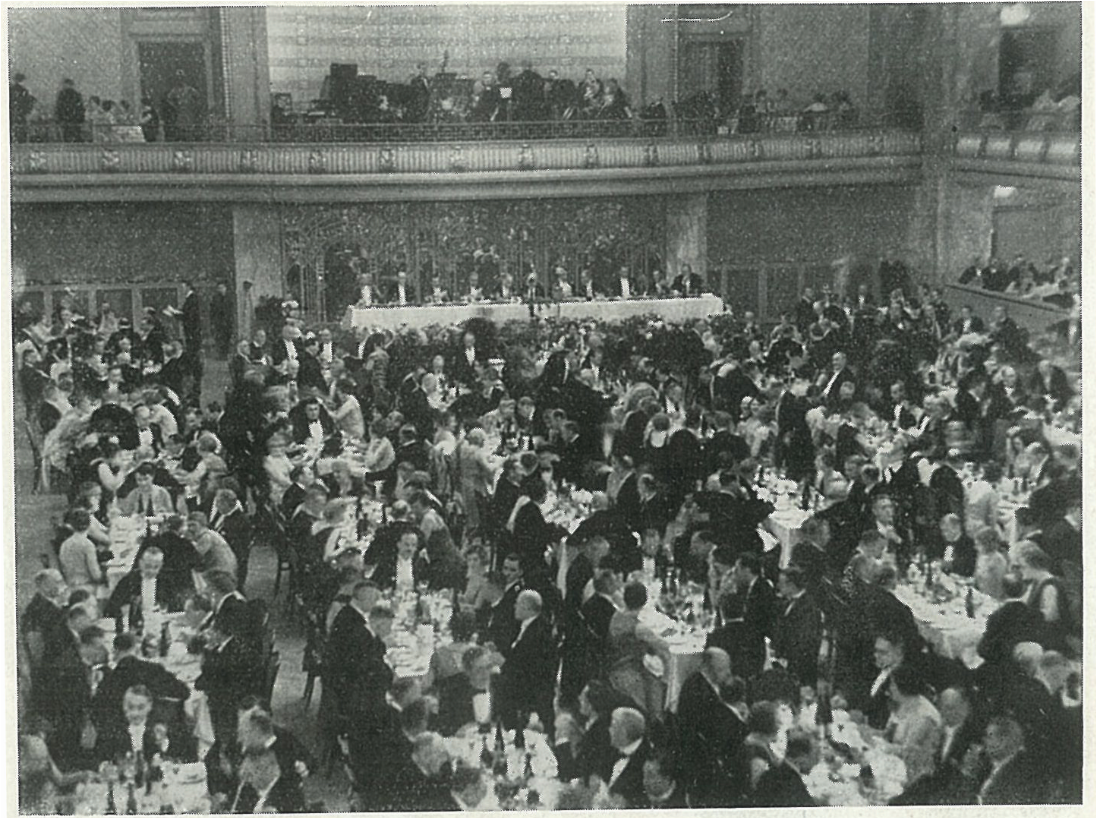
Das internationale Bankett in den Marmorsälen des Zoo

Die Erwartungen an den Weltreklamekongress und die Reklameschau waren hoch: Die Reklamefeindlichkeit weiter Teile der Bevölkerung sollte bekämpft und die Reklamefreudigkeit insbesondere der deutschen Unternehmen erhöht werden. Darüber hinaus galt es, Besucher aus dem Ausland von der Leistungskraft der deutschen Wirtschaft zu überzeugen.
In über 300 fünfzehnminütigen Redebeiträgen wurde bei den Vollversammlungen und in zehn Fachgruppen (Werbeagenturen, Zeitungen und Zeitschriften, Graphiker, Einzelhandelswerbung, Rundfunkwerbung, Industriewerbung usw.) von namhaften Referenten aus dem In- und Ausland all das behandelt, was die Beziehungen und Auswirkungen der Reklame in wirtschaftlicher und wirtschaftspolitischer Hinsicht betrifft. Zum Beispiel:
- Stellung der Reklame im internationalen Handel
- Reklame und Massenproduktion
- Ethik des Werbewesens
- Sonderfragen der Marktanalyse
- Bedeutung der sich etablierenden Kino- und Radioreklame
- Plagiate in der Werbung.[17]

Versammlungsstätten für die Fachtagungen waren u. a. das Haus Vaterland, das Zentralhotel, das Hotel Bristol, der Kaiserhof und das Hotel Esplanade. Nicht nur die deutsche Presse berichtete über den Weltreklamekongress. Auch weltweit fand die Veranstaltung ein großes Echo. Ohne Zweifel war der Kongress eine gelungene PR-Veranstaltung für Deutschland als Wirtschaftsstandort.

## Die „Entdeckung“ des Verbrauchers
Mit dem Weltreklamekongress begann die Professionalisierung der Werbebranche. Anliegen war es, sich für effiziente, kundenorientierte Werbung einzusetzen. Damals gaben Protagonisten des Reklamewesens wie Hans Domizlaff, Hanns W. Brose oder der Grafiker Herbert Beyer (künstlerischer Leiter der Werbeagentur Dorland) der Werbung entscheidende Impulse bis hin zum modernen Marketingdenken. Doch in der Nachkriegszeit geriet vieles wieder in Vergessenheit. Von behutsamem Markenaufbau hielt man nicht viel. Gefragt waren vielmehr schnelle Umsätze, Promotion-Aktionen, Turbo-Marketing, und Überrumplung. Erst in den 1970er Jahren zog in einige Marketingabteilungen und Werbeagenturen ein neues Denken ein; maßgeblich beeinflusst vom „Werbepapst“ David Ogilvy und dem Marketingprofessor Philip Kotler aus den Vereinigten Staaten.

## Weltwirtschaftskrise
Noch im Sommer 1929 rechneten die Veranstalter mit 3000 Besuchern allein aus den USA. Diese Prognose war zu optimistisch; Pressemeldungen zufolge hielten sich über 1500 Kongressbesucher aus den USA in Berlin auf. Die sich abzeichnende Eintrübung der Weltwirtschaft und Meldungen über die zunehmende Radikalisierung der politischen Auseinandersetzungen in Berlin hatten zu kurzfristigen Stornierungen größeren Ausmaßes geführt. Die tatsächliche Zahl der Kongressteilnehmer „aus allen Weltteilen“ dürfte laut der Fachzeitschrift „Die Reklame“ aber über 3000 gelegen haben. Am 24. Oktober 1929, sechs Wochen nach dem Weltreklamekongress, platzte an der Wallstreet eine gigantische Aktienblase. Die von kurzfristigen US-Krediten gestützte deutsche Wirtschaft rutschte mit in die Depression. Die desaströse Wirtschaftslage und die brutalen Sparprogramme, insbesondere im sozialen Bereich, zerstörten bei der Bevölkerung jede Hoffnung auf wirtschaftliche Gesundung. Banken schlossen ihre Schalter, Löhne und Gehälter wurden gesenkt, Steuern erhöht. Die Nachfrage nach Konsumgütern ging, trotz Werbung, zurück. Weitere Entlassungen waren die Folge. Aus dem Traum vom Wohlstand durch Werbung wurde ein Alptraum. Eine aktive Beschäftigungspolitik hätte vielleicht den dramatischen Anstieg der Massenarbeitslosigkeit noch verhindern können, dazu war die Regierung aber nicht bereit. Reichskanzler Brüning wollte den Haushalt um jeden Preis konsolidieren. Mit Hilfe präsidialer Notverordnungen regierte er am Parlament vorbei, bis politisch und wirtschaftlich nichts mehr ging. Die letzten Tage der Weimarer Republik waren eingeläutet – und der Weltreklamekongress und seine Ergebnisse gerieten in Vergessenheit.